# Heinrich Barkhausen
 Heinrich Georg Barkhausen  (Bremen, 2 de desembre de 1881 - Dresden, 20 de febrer de 1956) va ser un físic alemany. Va descobrir l'efecte Barkhausen.
Va entrar a les universitats de Múnic i Berlín. el 1907 va aconseguir el doctorat en Göttingen, i després de treballar en els laboratoris Siemens & Halske de Berlín, el 1911 va exercir de professor d'enginyeria elèctrica a la Universitat Tècnica de Dresden, sent el primer en tot el món en donar aquesta branca de l'enginyeria. Va ser allà on va formular les equacions bàsiques que regeixen els coeficients de l'amplificador de vàlvules, les quals encara són utilitzades.
el 1919 va descobrir l'efecte que porta el seu nom, l'Efecte Barkhausen, que consisteix en un augment brusc del valor de l'camp magnètic que té lloc en el procés de magnetització de qualsevol material ferromagnètic, i que fins i tot pot ser escoltat mitjançant un altaveu.
el 1920, juntament amb Karl Kurz, va estudiar els sistemes de generació de pertorbacions elèctriques ultracurts, establint el denominat mètode Barkhausen-Kurz i impulsant els desenvolupaments posteriors de la tecnologia de microones. També va experimentar amb les transmissions d'ones de ràdio.
Al final de la Segona Guerra Mundial tornar a Dresden, col·laborant en la reconstrucció del "Institute of High-Frequency Electron-Tube Technology", que havia estat destruït pels bombardejos, i romanent allí fins a la seva mort.